# Dicionário Geográfico Antártico Composto
O Dicionário Geográfico Antártico Composto (CGA) do Comitê Científico sobre Pesquisa Antártica (SCAR) é o dicionário geográfico internacional autêntico contendo todos os topônimos antárticos publicado nos dicionários geográficos nacionais, mais informação básica sobre aqueles nomes e as feições geográficas relevantes. O Dicionário Geográfico inclui também partes do Mapa Batimétrico Geral dos Oceanos da Organização Hidrográfica Internacional (IHO), o dicionário geográfico (GEBCO) para feições submarinas situadas a 60° de latitude sul.
A partir de dezembro de 2010, o conteúdo total do CGA equivale de 36 620 nomes geográficos a 18 623 entidades geográficas incluindo cerca de 500 entidades geográficas com dois ou mais nomes inteiramente diferentes, contribuíram para as seguintes fontes:
| País           | Names  |
| -------------- | ------ |
| Estados Unidos | 13 151 |
| Reino Unido    | 4 898  |
| Rússia         | 4 808  |
| Nova Zelândia  | 2 593  |
| Argentina      | 2 544  |
| Austrália      | 2 403  |
| Chile          | 1 865  |
| Noruega        | 1 647  |
| Bulgária       | 707    |
| Alemanha       | 393    |
| Polônia        | 365    |
| Japão          | 320    |
| China          | 279    |
| França         | 223    |
| GEBCO          | 185    |
| Bélgica        | 117    |
| Itália         | 53     |
| Espanha        | 30     |
| Índia          | 21     |
| Equador        | 9      |
| Uruguai        | 5      |
| África do Sul  | 2      |
| Canadá         | 2      |

## Autoridades nacionais para nomes de lugar antárticos
- Alemanha: Ständiger Ausschuß für Geographische Namen (Comitê permanente sobre nomes geográficos)
- Argentina: Instituto Geográfico Militar Seção Toponímia do Serviço de Hidrografia Naval da Armada Argentina e o Instituto Antártico Argentino
- Austrália: Comitê de Medalhas e Nomes Antárticos Australianos
- Bulgária: Comissão Búlgara para os Topônimos Antárticos
- Canadá: Conselho de Nomes Geográficos do Canadá
- Chile: Instituto Hidrográfico da Armada do Chile e Instituto Geográfico Militar
- China: Comitê de Nomes de Lugar Chineses
- Estados Unidos: Conselho sobre Nomes Geográficos dos Estados Unidos
- França: Commission de Toponymie des TAAF, Institut Géographique National (Commissão de Toponímia da TAAF, Instituto Geográfico Nacional)
- Itália: Comitato per i nomi geografici antartici (Comitê de nomes geográficos antárticos)
- Japão: Comitê de Nomes de Lugar Antárticos do Japão
- Noruega: Comitê de Nomes de Lugar Antárticos da Noruega, Norsk Polarinstitutt
- Nova Zelândia: Comitê de Nomes de Lugar Antárticos da Nova Zelândia
- Polônia: Comiteê sobre Pesquisa Polar da Academia Polonesa de Ciências
- Reino Unido: British Antarctic Survey (Serviço Antártico Britânico) Comitê de Nomes de Lugar Antárticos do Reino Unido
- Rússia: Comissão Interministerial Russa sobre Nomes Geográficos
- Uruguai: Instituto Antártico Uruguaio

GEBCO: Subcomitê de Nomes de Feições Submarinas - GEBCO.